# Tyler Lissette
Tyler Lissette (nascut el 23 de juny de 1991) és un futbolista neozelandès que actualment és un agent lliure, la qual cosa significa que no forma part de cap equip. Lissette jugà com a defensa pel Waikato FC i el Team Wellington del Campionat de Futbol de Nova Zelanda.

## Trajectòria esportiva
Lissette inicià la seva carrera futbolística professional el gener de 2010 quan va acceptar un contracte del Waikato FC. En aquell club s'hi quedà fins a l'octubre de 2010 tot i que no jugà en cap partit.
L'octubre de 2010 va ser ofert un contracte amb el Team Wellington. Va debutar el 30 d'octubre en un partit local contra l'Auckland City en què empataren 0 a 0. Aquella temporada Lissette acabà jugant en un total de 10 partits.
El juliol de 2011 se li acabà el contracte amb el Team Wellington i se'n retornà al Waikato FC gratuïtament. El seu debut amb l'equip va ser en un partit contra l'Auckland City en què perderen clarament per un 5 a 1. Al llarg de la temporada Lissette jugà en 14 partits de la lliga; en un partit de la Copa White Ribbon Lissette marcà un gol contra el Hawke's Bay United.
A inicis del 2013 Lissette marxà del Waikato FC i actualment és un agent lliure.